# Klosterkirche (Hirzenhain)

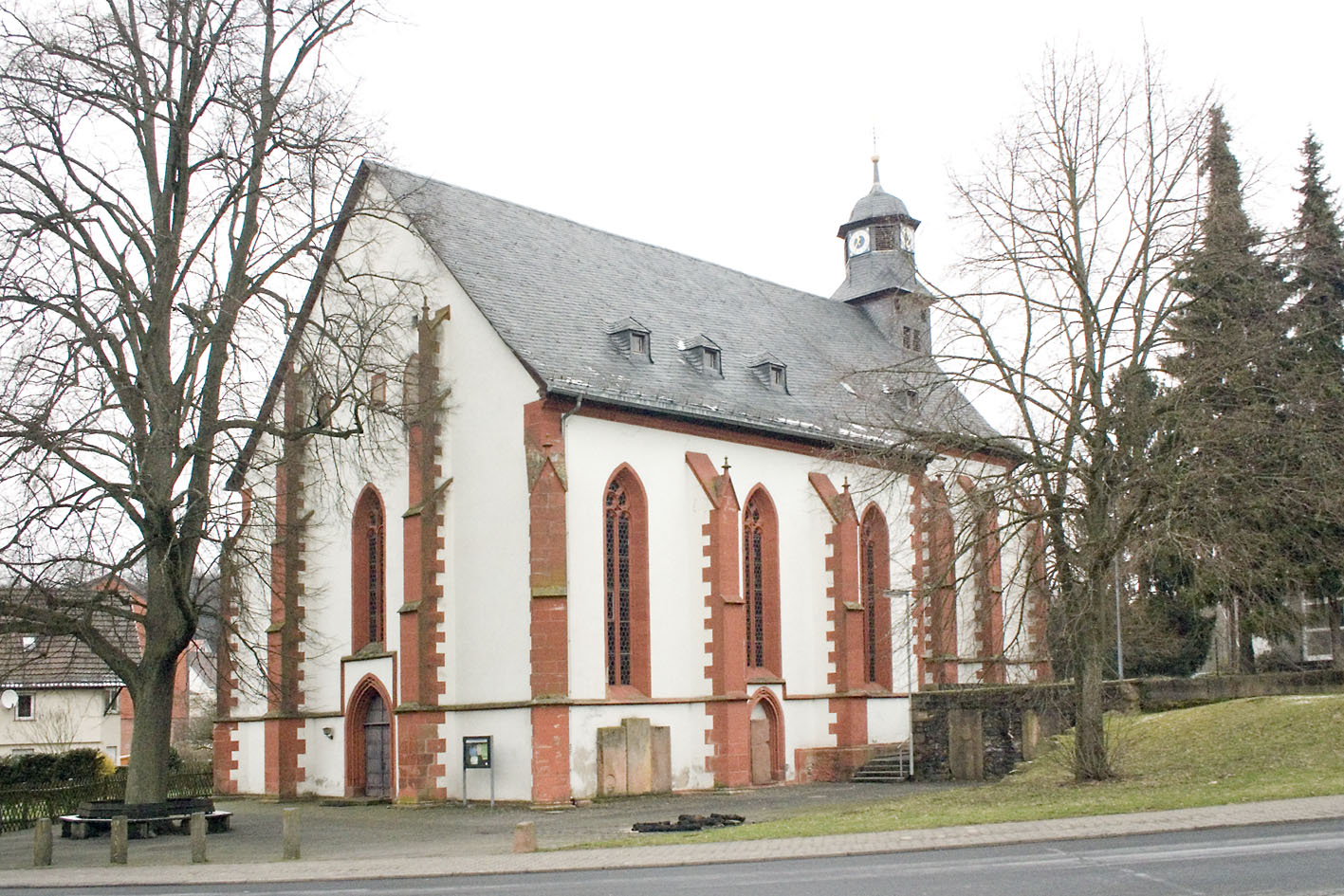
Klosterkirche (Hirzenhain)

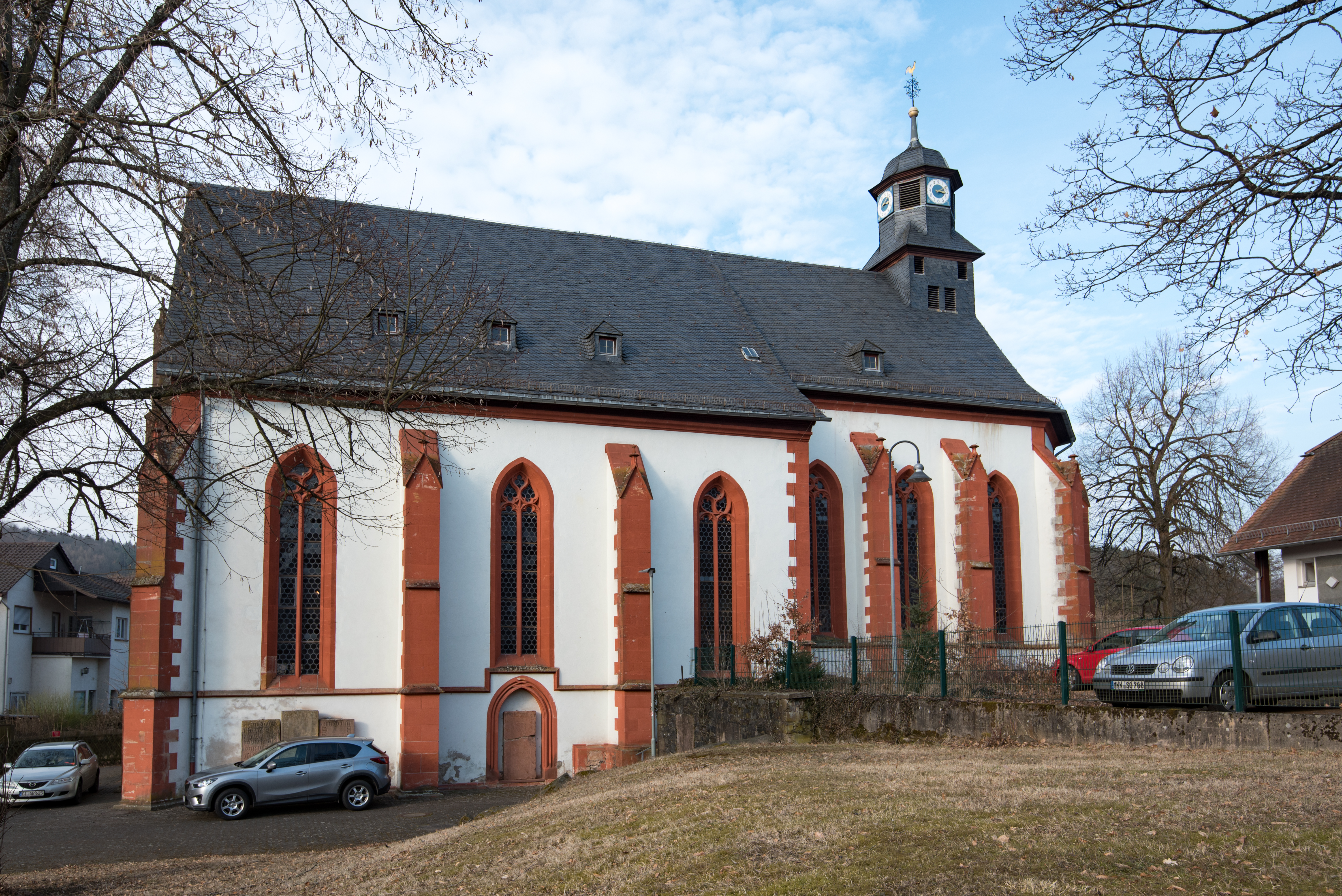
Südansicht

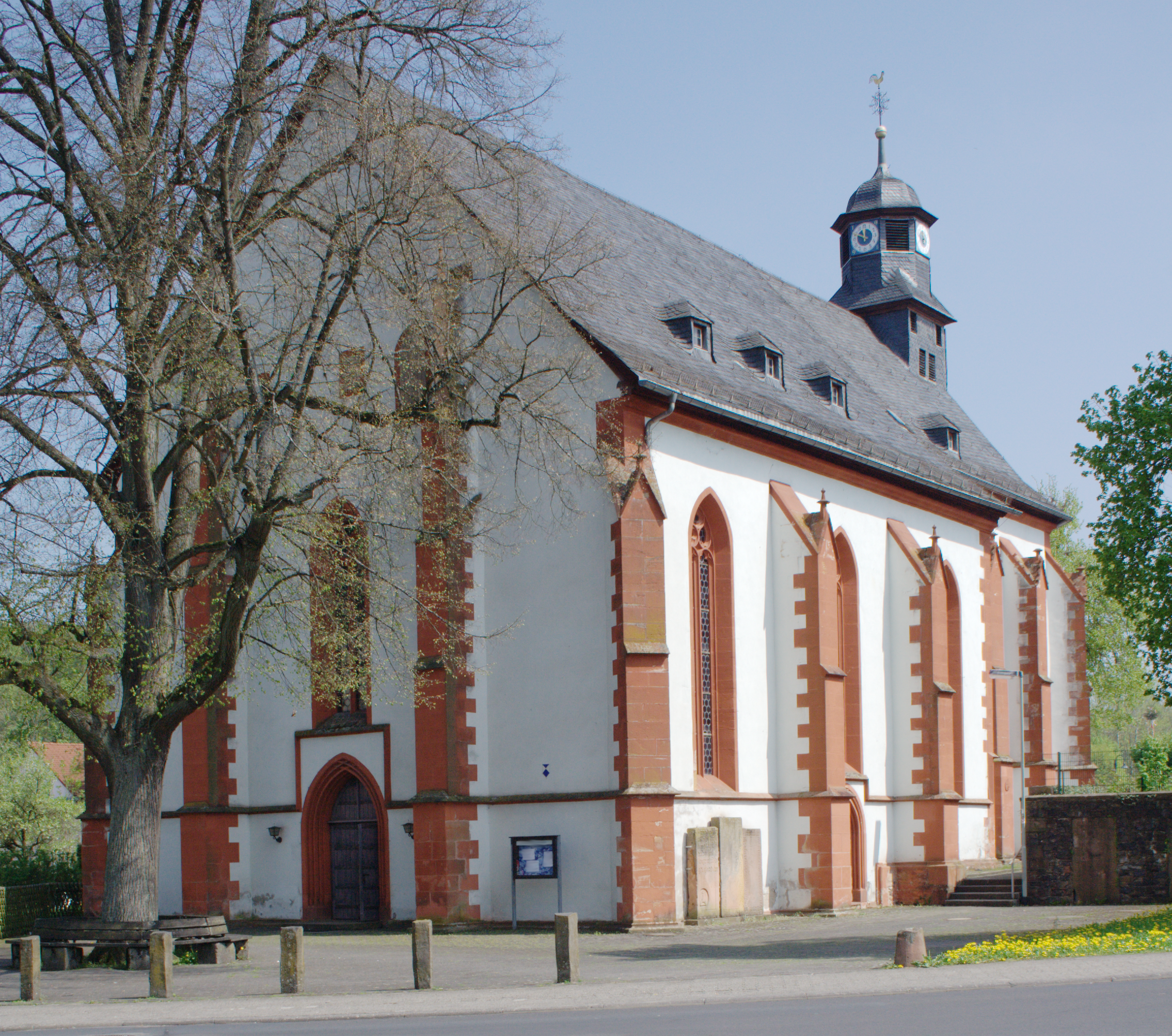
Südwestansicht

Die evangelische ehemalige Klosterkirche ist eine gotische Hallenkirche in Hirzenhain im Wetteraukreis in Hessen. Sie gehört zur evangelischen Kirchengemeinde Hirzenhain im Dekanat Büdinger Land der Evangelischen Kirche in Hessen und Nassau.

## Geschichte
Das Kloster wurde als Augustiner-Chorherren-Stift durch Eberhard II. von Eppstein-Königstein zwischen 1431 und 1437 an einer Marienkapelle eingerichtet, zu der bereits seit der zweiten Hälfte des 14. Jahrhunderts Wallfahrten stattfanden. Nach dem Tode des letzten Eppsteiners, Eberhard IV. von Eppstein-Königstein, ging das Kloster an die von Stolberg. Das wohlhabende Kloster unterhielt seit der Mitte des 15. Jahrhunderts ein Bergwerk und eine Eisenhütte, welche nach der Mitte des 16. Jahrhunderts als Stolbergsche Eisenhütte weitergeführt und im 19. Jahrhundert durch die Familie Buderus aufgekauft wurden.
Das Kloster wurde 1568/1569 aufgelöst und diente von 1569 bis 1595 als Lateinschule, danach als Stolbergsches Hofgut.

## Architektur
Die ursprünglich den heiligen Maria, Anna und Antonius geweihte Klosterkirche, eine turmlose spätgotische Hallenkirche mit Chor aus zwei Jochen und Fünfachtelschluss, dient seit 1689 als evangelische Pfarrkirche. Der Chor umfasst die ehemalige Wallfahrtskapelle, die gegen Ende des 14. Jahrhunderts begonnen und erst 1431 vollendet wurde, ähnlich wie der Chor der Ortenberger Kirche. Das Langhaus wurde nach 1437 begonnen und durch den Schwager des Klosterstifters Frank IX. von Cronberg und dessen Gemahlin Katharina von Ysenburg, deren Allianzwappen im Schlussstein zu finden ist, in der Mitte des 15. Jahrhunderts vollendet und 1448 geweiht. Renovierungen wurden 1760, 1882 bis 1897, 1955 und 1969 bis 1978 durchgeführt, der nördliche Sakristeianbau wurde im Jahr 1970 renoviert.
Der Außenbau ist durch einen Dachreiter mit Haube über dem Chorschluss akzentuiert. Gestufte Strebepfeiler prägen den Außenbau, das Maßwerk im Langhaus und im südlichen Chorfenster zeigt Schneuße, die übrigen Fenster im Chor Vierpassformen. Die Hallenkirche von 3 × 3 Jochen mit vier Achteck-Freipfeilern zeigt ein ausgewogen proportioniertes Raumbild, die Seitenschiffe sind jeweils halb so breit wie das Mittelschiff. Die Raumteile sind mit Kreuzrippengewölben und Schlusssteinen mit Relief geschlossen. Die Dienste sind an die von Madern Gerthener beeinflusste Kirchenarchitektur in Frankfurt am Main angelehnt, möglicherweise durch dessen auch in Kronberg im Taunus tätigen Schüler Stephan von Irlebach vermittelt. Im Chor werden die Rippengewölbe durch Dienstbündel abgefangen. Reste von spätgotischen Wandmalereien zeigen Medaillons mit Christus und den Aposteln, über dem Ostfenster das Schweißtuch der Veronika. An der Innenwand des Lettners sind Christus als Weltenrichter und die Kreuzigung dargestellt.
Der zierliche Lettner aus der Zeit um 1440–1448 steht architektonisch in der Nachfolge Madern Gertheners; die plastischen Arbeiten sind möglicherweise Frühwerke des Kölner Dombaumeisters Konrad Kuyn. Der Lettner besteht aus fünf Arkaden mit Maßwerkbrüstung, Rippengewölben mit Schlusssteinen, in den Bogenzwickeln sind zehn Rundreliefs mit Szenen aus dem Marienleben angeordnet. Eine Rekonstruktion der ursprünglichen Aufstellung der Figuren der Heiligen Petrus, Paulus und Augustinus mit einer stark beschädigten Muttergottes ist vorgesehen.

## Ausstattung
Der spätgotische Korb einer Kanzel mit Flachschnitzerei aus der Zeit um 1500 wurde aus der 1971 abgebrochenen Kirche von Groß-Felda hierher übertragen.
Einige wertvolle spätgotische Skulpturen sind weiterhin bemerkenswert, besonders die lebensgroße Maria als Himmelskönigin aus ungefasstem Kalkstein, einst mit einer Reliquienkapsel auf der Brust, die um 1430/1440 geschaffen wurde und Konrad Kuyn zugeschrieben wird; eine zugehörige Konsole ist im Chor abgestellt. Ähnlich bedeutend sind drei lebensgroße spätgotische Schnitzfiguren, die möglicherweise aus dem im 19. Jahrhundert abgebrochenen Hochaltarretabel stammen, darunter eine Muttergottes aus der Zeit um 1460, die aus Eichenholz besteht und in Lindenholz ergänzt wurde. Stilistisch jünger, aber offenbar in der Komposition auf die Muttergottes bezogen sind die Figuren Johannes des Täufers und Antonius des Eremiten, die beide um 1510/1520 in Lindenholz gearbeitet und zuletzt 1975 restauriert wurden. Am Triumphbogen ist ein wertvolles Kruzifix aus Lindenholz vom Anfang des 15. Jahrhunderts angebracht; die Fassung wurde entfernt. Zwei unterlebensgroße Holzfiguren zeigen die Muttergottes als Himmelskönigin aus dem letzten Drittel des 15. Jahrhunderts und eine rustikal gearbeitete Anna selbdritt vom Anfang des 16. Jahrhunderts. Ein Figurengrabstein in den Formen der Frührenaissance für Eberhard IV. von Eppstein-Königstein († 1535) ist verstümmelt erhalten.
Auf der historischen Westempore im Schiff steht der Prospekt einer Orgel, die 1771 von Johann Michael Stumm geschaffen worden war und aus der Kirche in Alzey stammt; das Rückpositiv ist eine Stilimitation von 1976. Die Orgel ist ein Werk der Gebrüder Oberlinger aus dem Jahr 1976 mit 33 Registern auf drei Manualen und Pedal. Die Orgel im Chor mit zehn Registern wurde 1841 von Georg Link geschaffen.